# Смит, Иэн
Иэн Мурисон Смит (15 июня 1937, Лидс — 8 октября 2016, Кембридж) — английский химик, доктор химических наук (с 1960), профессор (с 1985), главный научный сотрудник химического факультета Калифорнийского университета (с 1980), заведующий кафедрой физической химии в Бирмингемском университете (с 1984), глава Бирмингемской химической школы (с 1989 по 1993), член Королевского химического общества (с 1995). Область научных интересов — физическая химия. Внес большой вклад в изучение химической кинетики молекулярных процессов в газовой фазе, используя новаторские спектроскопические подходы.

## Биография
Иэн Мурисон Смит родился в семье доктора Уильяма Мурисона Смита и его супруги Маргарет Мойры Смит (Форрест). У него был старший брат Брюс и младшая сестра Элейн. Начальное образование получал в частной школе Фулнек, затем в специализированной школе-интернате Гиглсвик. Поступил в Кембриджский университет в 1957 году, сразу после обязательной двухлетней службы в королевской армии. С отличием закончил Кембриджский университет в 1960 году. В этот же год он начал научную работу над докторской вместе со своим научным руководителем Тони Каллиаром.

## Научные исследования

### Аспирантура в Кембридже (1960—1964)
Первые исследования И.Смита совместно с Каллиаром были посвящены теме флуоресценции оксида азота. Учёные исследовали электронно-возбужденные состояния монооксида азота. Самым важным вкладом этих работ было описание колебательной передачи энергии, а также определение колебательных частот основных состояний молекул N2 и NO.

### Стажировка в Университете Торонто (1964—1965)
Для получения исследовательского опыта за границей, в 1964 году Иэн с супругой переехали в Торонто, где ученый работал с Джоном Полани. Ими изучались распределение энергии в химических реакциях путем регистрации инфракрасной хемилюминесценции продуктов реакции.

### Независимые исследования в Кембридже (1965—1985)
В сентябре 1965 года Смит и его жена Сью вернулись в Кембридж. Иэн начал исследования в области импульсного фотолиза, изучая колебательные состояния продуктов реакции CS и SO, а также предпринял первые попытки классически рассчитать динамические траектории этой четырёхатомной реакции.
К началу 1970-х работа группы Смита была тесно связана с механизмами лазеров на молекулярных газах. Также с 1973 г. изучалась кинетика и динамика реакций важного для атмосферы радикала ОН. К концу десятилетия в реакции OH и CO ученым на основании результатов экспериментов было предположено существование H-O-C-O интермедиата. В 1979 году выступал на Фарадеевской дискуссии с обзорным докладом о изученном им проблемах.
В 1980 году вышла монография И.Смита «Кинетика и динамика элементарных газовых реакций», включающая теоретические расчеты траекторий бимолекулярных реакций.

### Бирмингем (1985—2002)
В 1984 году И.Смиту предложили стать заведующим кафедрой физической химии в Бирмингемском университете. Ученый хотел принять участие в реорганизации кафедры с богатым прошлым, но пребывавшей в некотором упадке в тот момент, и в июле 1985 года Иэн с семьей (на тот момент у него было уже 4 ребёнка) переехали в пригород Бирмингема.
Первоначальная работа Смита в Бирмингеме продолжила исследования кинетики и динамики элементарных реакций, в частности атомов и свободных радикалов. Он приобрел или построил несколько лазеров, предназначенных для применения фотолитических методов образования таких атомов и радикалов, как O, H, CN и OH, с использованием лазерно-индуцированной флуоресценции для определения констант скорости реакций и распределения энергии в продуктах. Также продолжалось изучение важных для атмосферы Земли радикалов. Было выяснено, что скорость реакции CN с O2 увеличивалась с понижении температуры до 99К, а не падала, как ожидалось.

### Сотрудничество с французскими учеными
Во время работы в Бирмингеме Смит познакомился с ученым Бертраном Роу, использующим новый метод исследования кинетики ионно-молекулярных реакций вплоть до очень низких температур, с помощью подхода CRESU. Иэн начал сотрудничество с французскими коллегами в области изучения скоростей реакции при предельно низких (на то время) температурами. В дальнейшем прибор CRESU был установлен в Бирмингеме, а лазеры — в лабораторию Роу в Мёдоне. Ученые получили отрицательную температурную зависимость для разных реакций, которые оставались быстрыми при низких (10-20К) температурах. Объяснялось это зависимостью скоростей реакций от вращательных состояний — Смит и Роу предположили, что низкие вращательные состояния реагируют быстрее, чем высокие.

## Учебная деятельность
- 1966 г. — штатный сотрудник, 1971—1985 г. — преподаватель физической химии в Колледже Христа в Кембридже
- 1985—1991 г. — профессор химии Бирмингемского университета, 1989—1993 — декан химического факультета Бирмингемского университета
- 1996 г. — приглашенный профессор в Калифорнийском университете Беркли
- 1999 г. — приглашенный профессор в Реннском университете
- 2000 г. — лектор естественных наук в Университете Южной Калифорнии

Смит руководил 48 аспирантами, курировал 33 докторанта и научных сотрудника, а также 12 зарубежных студентов.

## Награды и премии
- 1982 г. — Королевское химическое общество: специальная награда за кинетику реакций
- 1983—1984 г. — Королевское химическое общество: медаль Тилдена[англ.] и лекторская работа
- 1990 г. — Королевское химическое общество: медаль Полани[англ.] по газовой кинетике
- 1995 г. — Избран членом Королевского общества
- 2001—2003 г. — Президент Фарадеевского отделения Королевского химического общества